# Mária Sulyok
Dans le nom hongrois Sulyok Mária, le nom de famille précède le prénom, mais cet article utilise l’ordre habituel en français Mária Sulyok, où le prénom précède le nom.
Mária Sulyok, née le 24 avril 1908 à Bruckneudorf, à l’époque Királyhida en Autriche-Hongrie – morte le 20 octobre 1987 à Budapest, est une actrice hongroise.

## Filmographie partielle
- 1944 : Ördöglovas, réalisé par Dezső Ákos Hamza
- 1949 : Mágnás Miska, réalisé par Márton Keleti
- 1951 : Un drôle de mariage, réalisé par Márton Keleti
- 1955 : Gázolás
- 1955 : Egy pikoló világos, réalisé par Félix Máriássy
- 1965 : A köszívü ember fiai, réalisé par Zoltán Várkonyi
- 1966 : Butaságom története, réalisé par Márton Keleti
- 1966 : Egy magyar nábob, réalisé par Zoltán Várkonyi
- 1966 : Kárpáthy Zoltán, réalisé par Zoltán Várkonyi
- 1970 : Szeressétek Odor Emiliát!, réalisé par Pál Sándor
- 1975 : Où êtes-vous madame Déry ?, réalisé par Gyula Maár
- 1984 : Yerma